# 調所一郎
調所 一郎（ずしょ いちろう、1960年 - ）は、刀剣刀装研究家、コンサルタント。薬丸自顕流顕彰会顧問。大樹総研執行役員等を経て、現在はスプラウトグループ株式会社取締役。

## 人物
桐蔭学園高等学校を経て（山崎和之と同級生）、慶應義塾大学経済学部に入学後、元テレビ局員だった父親の市場調査・制作会社が倒産し、都内に所有していたビルも自宅も別荘３軒も手放し、親族の家を転々とする生活となる。人脈を駆使した仕事で在学中に高収入を得、遊興生活を送ったのち、卒業と同時に医療法人、予備校、広告代理店等をクライアントとするコンサルティング会社設立。
島津興業が経営する尚古集成館で刀剣を見たことをきっかけに、刀剣刀装研究家となる。経済、歴史研究家等として、執筆、講演活動。
鹿児島県歴史資料センター黎明館企画展「薩摩拵 -武の国の刀装-」展（2005年）、および「薩摩刀 波平 -武の国の刀工-」展（2007年）を企画。薩摩拵については、研究第一人者としての著書、「薩摩拵」（里文出版）改訂増補新版（四版）を出版。
日本の未来へ、財政破綻回避手段を提言した『永久国債の研究』（光文社）ペーパーバックス（財務官僚：松田学などと共著）もある。
薩摩藩家老を務めた調所廣郷の７代子孫。父・廣志は先祖との訣別を意図し、息子達の名前に「廣」の通字を使わなかった。母方は幕臣、佐幕派の家系で、明治以降は内務省、宮内省官僚。大正から昭和初期の内務省官僚（警保局）・朝鮮総督府平安南道知事を務めた安武直夫（旧筑後柳川藩士族）は曾祖父である。
現在、元鹿児島県工業試験場長・野元堅一郎に師事し、薩摩焼を研究中である。また鹿児島県より薩摩大使を委嘱される。
廣郷の墓は1931年まで鹿児島福昌寺跡島津家墓地に存在していたが、その後、玄孫の調所廣良が東京世田谷の九品仏淨眞寺に移していた。2001年、島津家の好意もあり、調所一郎・調所謙一兄弟が九品仏浄真寺から福昌寺跡墓地に分骨改葬し、遺骨・遺髪が70年振りに里帰りした。調所廣良は戦後まもなく旧制七高(廣良本人は中退→慶應予科へ)先輩の吉田秀雄社長に誘われ電通に入社。連絡局長等歴任。電通の「鬼十則」は旧制七高の母体となった薩摩藩造士館による郷中教育の標語をヒントにしたものである。。

## 著書
- 『薩摩拵』（里文出版）2003年 初版 2007年 改訂増補新版（四版） ISBN 978-4-89806-277-7
- 『永久国債の研究』（光文社）ペーパーバックス（財務官僚：松田学などと共著） 2009年初版　2016年第3刷　ISBN 978-4-334-93462-0 ※韓国Sigma Press.Inc.により2013年 韓国語版が出版された。ISBN 978-89-6866-119-8
- 『刀と日本語』（里文出版）2015年 初版　2016年第二版  2020年第三版 ISBN 978-4-89806-494-8
- 『西郷隆盛という生き方』（里文出版）2017年 　(桐野作人と共著）ISBN 978-4-89806-459-7